# Играем Шекспира
«Играем Шекспира» — монофильм Михаила Козакова 2004 года, созданный автором в канун своего 70-летия в качестве своеобразного итога творческой деятельности. Состоит из трёх частей.

## Список эпизодов

### Часть 1. Воспоминание о Гамлете
Исследование причин, почему «Гамлет» не ставили на сцене театра в сталинские времена. Первые постановки времён хрущёвской оттепели. Соревнования сцен спектакля поменявшимися партнерами трупп английского и советского театров. Приглашение на роль Гамлета молодого Козакова. Роль Полония в «Ленкоме». Тень отца Гамлета в постановке Петера Штайна.
В серии используются фрагменты работ Евгения Самойлова, Иннокентия Смоктуновского, Лоренса Оливье, Пола Скофилда, Мела Гибсона, Владимира Высоцкого, Эдуарда Марцевича, Евгения Миронова, Константина Райкина в роли Гамлета.

### Часть 2. О двух комедиях
Первая часть серии посвящена «Комедии ошибок», в киноверсии которой Козаков сыграл роли братьев Антифолов.
Вторая часть серии посвящена «Венецианскому купцу», в постановке которого Козаков сыграл роль Шейлока (Театр имени Моссовета).

### Часть 3. Размышления о Лире
В серии используются фрагменты работ Лоренса Оливье, Пола Скофилда, Юрия Ярвета, Романса Чхиквадзе, Соломона Михоэлса в роли короля Лира.

## В ролях
- Михаил Козаков — рассказчик

## Съёмочная группа
- Автор сценария: Михаил Козаков
- Режиссёр-постановщик: Михаил Козаков
- Оператор-постановщик: Павел Быковченко
- В фильме использованы фрагменты музыкальных произведений А. Шнитке, Э. Артемьева, Д. Шостаковича, А. Чевского, П. Чайковского, А. Корелли, Н. Парфенюка, В. Моцарта, А. Пярта, Дж. Леннона, Ф. Меркьюри

## О фильме
Поводом явились шесть ролей от Гамлета до Лира. Уже не между Лиром, а после Лира. Задумывалось так, что я вспомню о ролях и что-то такое прокомментирую, скажу. Но Шекспир не позволил на то он и Шекспир. Он сказал: «Нет, дорогой. О себе — это мало кому интересно. Ты рассказывай обо мне и о тех людях, которые меня осмысливали. И Иннокентий Смоктуновский, и Лоренс Оливье, и Пол Скоффилд, и Владимир Высоцкий, и Мел Гибсон. Мы все и Ромаз Чхиквадзе. Мы все играем Шекспиров. Но есть времена, о которых я рассказываю. «Гамлет» — это после смерти Сталина хрущёвская оттепель. «Комедии ошибок» — это безумные семидесятые. «Гамлет» в «Ленкоме» — это восьмидесятые, где я играл Полония. Шейлок — это совсем другое. Это 90-е годы. Это проблема национального вопроса, противопоставление «христианство и иудаизм». А тут и ислам рядом, тут и конфессиональные недоговоренности. А Лир это уже обобщение. Когда Лир несет ребенка. (У нас в спектакле я еще маленькую девочку несу). Это же делалось до Беслана. Когда я увидел эти кадры трагические, все мы, тогда я понял, что все мы: и Ромаз Чхиквадзе, и Юрия Ярвета, и все другие, — мы все понесем детей, старики, и тогда тут надо все сплести, и такой ответственной картины у меня, честно говоря, в жизни не было.— М. Козаков в программе «Худсовет» на телеканале «Культура», 14.10.2004

## Награды и номинации
- 2005 — премия «ТЭФИ» в номинации «Режиссёр телевизионного документального фильма/сериала». Победитель — Михаил Козаков за фильм «Играем Шекспира»[2]

## Интересные факты
- Михаил Козаков называл фильм «Играем Шекспира» одной из главных своих удач[3]
- Михаил Козаков в театре и кино в разные годы сыграл шесть шекспировских ролей: Гамлет, Полоний, Тень отца Гамлета, братья Антифолы в «Комедии ошибок», Шейлок и король Лир. Сквозь призму этих ролей автор в фильме прослеживает времена, в которые жил и работал[4]
- Отвечая на вопрос журналистов, какая будет его следующая после Лира шекспировская роль, Козаков отвечал: «Наверное, череп бедного Йорика!»[5]